# Borszyn Mały
Borszyn Mały – wieś w Polsce położona w województwie dolnośląskim, w powiecie górowskim, w gminie Góra.
Wieś znajduje się w odległości ok. 3 km na wschód od miasta Góra oraz 13 km na zachód od miasta Bojanowo. 

## Historia
Pierwsza źródłowo potwierdzona informacja  o miejscowości pochodzi z 12 III 1310 roku, gdzie wymieniona jest w dokumencie dotyczącym utworzenia dystryktu górowskiego  okręgu administracji książęcej (jako Kaltebortschen). 
W czasie badań archeologicznych odkryto osadę kultury łużyckiej i osadę z okresu wpływów rzymskich. 
Przed 1939 r. wieś nosiła nazwę Grandingen. 
Obecną nazwę uzyskała w roku 1947 w wyniku obrad IV Konferencji Ustalania Nazw Miejscowości. 
Ziemie na których rozciąga się wioska zamieszkiwali już przed wiekami Słowianie, o czym świadczą ślady kultury łużyckiej i osadnictwa wczesnośredniowiecznego, odkryte w trakcie prac archeologicznych w pobliskim Strumyku oraz Borszynie Wielkim. 

## Podział administracyjny
W latach 1954–1959 wieś należała i była siedzibą władz gromady Borszyn Mały, po jej zniesieniu w gromadzie Czernina. W latach 1975–1998 miejscowość administracyjnie należała do województwa leszczyńskiego, od 1999 roku miejscowość administracyjnie należy do województwa dolnośląskiego.

## Kolej
Przez miejscowość przechodzi nieczynna już linia kolejowa nr 372 Bojanowo – Odrzycko, z przystankiem Borszyn Mały, otwarta w 1906 roku, a zawieszona w 2010 roku.